# Buba (Film)
Buba ist ein deutscher Spielfilm aus dem Jahr 2022 mit Bjarne Mädel in der Titelrolle, Georg Friedrich als dessen Bruder Dante und Anita Vulesica als Jule. Regie führte Arne Feldhusen, das Drehbuch stammt von Sebastian Colley und Isaiah Michalski. Der Film wurde am 3. August 2022 auf Netflix veröffentlicht.

## Handlung
Der Film erzählt die Vorgeschichte zu How to Sell Drugs Online (Fast). Jakob Otto, genannt „Buba“, ist ein Gangster, dem immer, wenn es ihm zu gut geht, bald darauf irgendetwas Schreckliches passiert.
Daher ist er seit dem Unfalltod seiner Eltern davon überzeugt, positive Gefühle in seinem Leben ausgleichen zu müssen. Gemeinsam mit seinem Bruder Dante versucht er, seinen Alltag so unangenehm wie möglich zu gestalten. Das funktioniert jahrelang recht gut, bis sich Buba verliebt und mit seinen Gefühlen auch seine Probleme wachsen.

## Produktion und Hintergrund
Die Dreharbeiten fanden vom 13. Oktober bis zum 12. Dezember 2021 in Deutschland statt, gedreht wurde in Berlin, Kremmen, Köln und Bonn.
Produziert wurde der Film von der deutschen bildundtonfabrik (Produzenten Matthias Murmann und Philipp Käßbohrer). Die Kamera führte Yoshi Heimrath, die Montage verantworteten Rainer Nigrelli und Benjamin Ikes und das Casting Cornelia Mareth und Maria Rölcke. Das Kostümbild gestaltete Silke Faber, das Szenenbild Vicky von Minckwitz, den Ton Jacob Ilgner und Antje Volkmann und das Maskenbild Iris Müther und Mirjam Himmelsberger.
Regisseur Arne Feldhusen und Hauptdarsteller Bjarne Mädel hatten zuvor bei den Serien Stromberg und Der Tatortreiniger zusammengearbeitet. Anfang Juli 2022 wurde ein erster Trailer veröffentlicht.

## Rezeption
Auf dem Online-Portal Filmdienst wurde der Film mit vier von fünf Sternen bewertet. Sofia Glasl meinte, dass Arne Feldhusen in Buba seiner Fantasie freien Lauf lasse und Jakobs Schicksal zu einem dunkel-pädagogischen, tragikomischen Parade-Märchen über Bruderliebe, Loyalität und Selbstaufopferung mache. Bjarne Mädel erde die Überdrehtheit der Handlung mit einer herzlichen Gutmütigkeit, die er diesem naiven und schicksalsergebenen Buba mitgebe und ihm so die beste Form der Sturheit einschreibe: Menschlichkeit.
Sidney Schering vergab auf Filmstarts ebenfalls vier von fünf Sternen, der Film sei ein stilistisch einfallsreich in Szene gesetztes Kleingangster-Märchen, in dem Bjarne Mädel und Georg Friedrich markant und gewitzt aufspielen.
Julian Weinberger bezeichnete den Film auf Prisma.de als „rasant erzähltes Kuriositätenkabinett“, das sich nicht lange mit Erzählkonventionen aufhalte, bei dem die Handlung am Ende recht simpel gestrickt sei und der Slapstick bisweilen Überhand nehme. Buba unterhalte über eineinhalb Stunden prächtig, auch wenn die Moral von der Geschichte wenig erbaulich ausfalle. Die Autoren hätten Mädel ein witziges Skript voller Skurrilitäten und abgefahrener Meta-Gespräche auf den Leib geschrieben.
DerStandard.at schrieb, dass die „rabenschwarze Komödie“ in Sachen Tempo und Wortwitz wenige Wünsche offen lasse. Hier würde der Schmäh von Kalibern wie den Coen-Brüdern mit einem ganz eigenen Zugang versehen. Buba erfinde das Rad der Gangsterkomödie mit Herz zwar nicht neu, aber das Kreativteam mache hier einiges richtig. Da sei es auch zu verschmerzen, dass der Film erst nach einiger Zeit an Fahrt und Richtung gewinne.
Mario Mirschberger meinte auf Esquire.de, dass der Humor super sei, man allerdings vergebens ein paar Assoziationen zur Mutterserie suche. Auch komme bis auf den Anfang und etwas Action im hinteren Drittel nie so wirklich Schwung in die Geschichte. Einen guter Grund, der für Buba spreche sei Bjarne Mädel, für den man dem Spin-Off-Film eine Chance geben könne.
Fabian Riedner kritisierte den Film auf Quotenmeter.de als „eineinhalbstündiges Kuddelmuddel“, das trotz tollem Hauptdarsteller ein Graus sei. Man müsse sich schon nach kurzer Zeit Fragen, was die Macher eigentlich wollen. Die Produktion verfalle in eine wilde Mafia-Geschichte, bei der der Zuschauer schnell den Überblick verliere. Laut Riedner funktioniere Buba schon deshalb nicht, weil die Serienmacher richtigerweise erkannten, dass seine Geschichte nach der ersten How to Sell Drugs Online (Fast)-Staffel auserzählt war.

## Auszeichnungen und Nominierungen
Quotenmeter-Fernsehpreis 2023
- Nominierung in der Kategorie Bester Fernsehfilm oder Mehrteiler[11]
- Auszeichnung in der Kategorie Bester Darsteller eines Fernsehfilms oder Mehrteilers (Bjarne Mädel)[12]
- Nominierung in der Kategorie Beste Darstellerin eines Fernsehfilms oder Mehrteilers (Jasmin Shaker)
- Nominierung in der Kategorie Beste Darstellerin eines Fernsehfilms oder Mehrteilers (Soma Pysal)